# 长裂鸢尾兰
长裂鸢尾兰（学名：Oberonia anthropophora）为兰科鸢尾兰属下的一个种。

## 扩展阅读
- 維基物種上的相關：长裂鸢尾兰